# پشه‌ریزه (ترانه)
پشه‌ریزه (به انگلیسی: Gnat) ترانه‌ای از رپر آمریکایی امینم است. این ترانه در اواخر سال ۲۰۲۰ از نسخه دیلوکس آلبوم موسیقی‌ای که توسطش به قتل برسید ساید-بی منتشر شد.